# Cida Borghetti
Maria Aparecida Borghetti, comunemente conosciuta come Cida Borghetti (Caçador, 18 febbraio 1965), è una politica e imprenditrice brasiliana, Governatore dello Stato del Paraná dall'aprile 2018 al gennaio 2019: la prima donna ad occupare questo incarico.

## Biografia
Nata a Caçador, Santa Catarina, Cida Borghetti è figlia di Ires Anna Borghetti e Severino Ivo Borghetti, due discendenti di immigrati italiani. Sposata con il deputato federale Ricardo Barros (PP), anche lui ex ministro della Salute ed ex sindaco di Maringá, Cida ha una figlia di nome Maria Victoria Barros (PP), eletta deputata statale alle elezioni del 2014. Il matrimonio di Maria nel 2017 fu disturbato dai manifestanti arrabbiati per la sua posizione politica. Borghetti e suo marito erano presenti quando la sposa fu costretta a proteggersi dal lancio di uova.

## Carriera

### Attività imprenditoriale
Imprenditrice e giornalista, Cida Borghetti è laureata in Amministrazione Pubblica presso l'Università di Santa Catarina del Sud (UNISUL), specializzata in Politiche Pubbliche presso l'Università Federale di Rio de Janeiro (UFRJ). È socia-titolare delle agenzie VGB Comunicação e Marketing e CB Video Productions, dove ha ricoperto il ruolo di coordinatrice, regista, produttrice, montatrice e presentatrice. Inoltre, è stata anche la produttrice del primo talk show nello stato del Paraná, Curitiba VIP, ed è membro della BPW Associação de Mulheres de Negócios e Profissionals, un'organizzazione non governativa senza scopo di lucro e apartitica (ONG).

### Attività politica
Cida Borghetti ha iniziato la sua vita politica come membro del PDS, Partito Sociale Democratico, subentrato a Aliança Renovadora Nacional (ARENA), ed è stata anche affiliata ai partiti Frente Liberal (PFL), Progressista (PP) e Republicano da Ordem Social (PROS).
Nel 1989 è accanto al marito, Ricardo Barros, allora sindaco eletto del comune di Maringá, e assume il ruolo di first lady e anche di presidente volontario del Programa do Voluntariado Paranaense (PROVOPAR) (1990-1992), un programma di volontari del governo del Paraná finalizzato alla formazione e alla mobilitazione di volontari per lavorare nelle aree sociali. Sempre tra il 1998 e il 2000 è stata Capo dell'Ufficio di Rappresentanza del Paraná a Brasilia durante il governo di Jaime Lerner.
Nel 2000, Cida è entrata ufficialmente nella vita politica quando si è candidata a sindaco di Maringá all'età di 35 anni. Tuttavia, anche con 22.392 voti, non è stata eletta. Due anni dopo, Cida riuscì ad essere eletta alla carica di deputato statale del Partito Progressista Brasiliano (PPB) con 53.225 voti, rieletta poi nel 2007 per il secondo mandato. Nel 2011 è stata eletta deputata federale per la 54ª legislatura, agendo principalmente a favore dell'istituzione della Giornata contro il cancro al seno in Paraná e responsabile dei lavori presso la Camera federale del Quadro giuridico per la prima infanzia.

### Governatore del Paraná
Nelle elezioni del 2014, Cida si è candidata a vice governatore nella lista di rielezione dell'allora governatore Beto Richa: entrambi furono eletti. Con le dimissioni di Richa, è diventata Governatore il 6 aprile 2018. Nello stesso anno si è candidata per la rielezione al governo statale, ma è stata sconfitta al primo turno da Ratinho Júnior (PSD).
Nel 2013 ha lasciato i Progressisti (PP) e si è unita al Partito Repubblicano dell'Ordine Sociale (PROS) di recente creazione, assumendo la presidenza del partito in Paraná. Nel febbraio 2016 ha lasciato PROS dopo aver perso il comando del partito nello stato. Pochi giorni dopo, ha annunciato il suo ritorno a Progressistas (PP).
Nel 2018 Cida Borghetti si è candidata nuovamente a governatore dello stato del Paraná per i Progressisti (PP) e, pur ottenendo 831.361 voti (15,53% dei voti validi), non è riuscita ad essere eletta. Nel maggio 2021 Borghetti è stata nominata, dal presidente Jair Bolsonaro, consigliere dell'Itaipu Binacional, con mandato fino al 16 maggio 2024, in sostituzione di Carlos Marun.